# Přírodovědecké muzeum
Přírodovědecké muzeum je jednou z pěti složek Národního muzea v a v současné době jej tvoří osm oddělení: Mineralogicko-petrologické, Paleontologické, Mykologické, Botanické, Entomologické, Zoologické, Antropologické a Kroužkovací stanice. Přírodovědecké muzeum zaměstnává přes 80 pracovníků a jeho sbírky obsahují více než 15 milionů sbírkových předmětů, z nichž je vystaven pouze zlomek.
Svou činností muzeum plní tři hlavní úkoly:
- rozšiřuje a spravuje sbírky přírodovědného charakteru a průběžně dokumentuje přírodu nejen na území České republiky;
- vědecky sbírky zpracovává a organizuje vlastní výzkum na mezinárodní úrovni;
- představuje vlastní sbírky a vědeckou činnost široké veřejnosti prostřednictvím expozic, výstav, populárně naučných publikací, přednášek, doprovodných programů k expozicím a výstavám atd. Zároveň zapojuje veřejnost do vědeckého výzkumu formou projektů občanské vědy.

## Historie
Přírodovědné obory s bohatými sbírkami představovaly jedno z hlavních zaměření Národního (původně Vlastenského) muzea již od jeho založení v roce 1818. Podstatný podíl na tom měl Kašpar Maria hrabě Šternberk, všestranný přírodovědec a vůdčí osobnost mezi zakladateli muzea.
Díky velkorysým darům zakladatelů a členů Společnosti Vlasteneckého muzea v Čechách disponovalo muzeum již od svého založení rozsáhlým sbírkovým fondem. Již v druhé polovině 19. století můžeme muzeum označit za významnou evropskou instituci. Jeho sbírky tvořily přírodniny prakticky z celého světa. Vedle Univerzity Karlovy představovalo muzeum hlavní centrum přírodních věd v Českých zemích a jsou s ním těsně spojena jména předních přírodovědců (kromě hraběte Kašpara M. Šternberka např. August Carl Joseph Corda, Karel Bořivoj Presl i Jan Svatopluk Presl, Franz Xaver Maxmilian Zippe, Maxmilian Dormitzer, August Emanuel Reuss, Jan Krejčí, Antonín Frič a další).
Od 28. ledna 1851 fungoval při muzeu samostatný Přírodovědecký sbor sdružující jednotlivé přírodovědecké obory a organizující vědeckou a popularizační činnost. O sto let později byla v rámci Národního muzea vyčleněna skupina oddělení zaměřených na přírodní vědy. Přírodovědecké muzeum, jako samostatná organizační složka Národního muzea, však bylo formálně ustanoveno až 1. května 1964.

### Kostra „velryby“
Výraznou dominantou zoologických expozic v Historické budově Národního muzea je 22,5 metrů dlouhá, přes čtyři tuny vážící kostra plejtváka myšoka (Balaenoptera physalus). Tělo plejtváka byla v listopadu 1885 vyvrženo na jihozápadním pobřeží Norska. Kompletní kostra byla později norskou velrybářskou společností nabízena evropským muzeím za poměrně vysokou cenu 2500 zlatých. Václav Frič, bratr tehdejšího ředitele zoologických a paleontologických sbírek Antonína Friče, pomohl získat potřebný finanční obnos zorganizováním sbírky mezi významnými pražskými měšťany. Kostra byla představena veřejnosti v listopadu 1888 v tehdejším Náprstkově průmyslovém muzeu na Betlémském náměstí. Od roku 1893 je kostra vystavena v dnešní Historické budově Národního muzea.

## Pracoviště
Současné sídlo Přírodovědeckého muzea se nachází v pražské městské části Horní Počernice v areálu někdejšího zimoviště Čsl. státních cirkusů a varieté. V návaznosti na rekonstrukci Historické budovy proběhlo v letech 2001 – 2011 stěhování sbírek a pracovišť do stávajících prostor, kde v letech 1996 – 2001 došlo díky výstavbě nových budov k navýšení kapacity areálu. V současné době se v Horních Počernicích nachází sedm oddělení Přírodovědeckého muzea (mimo Kroužkovací stanici), včetně depozitářů a technického zázemí. Areál není přístupný veřejnosti.

## Oddělení

### Mineralogicko-petrologické oddělení
Mineralogicko-petrologické oddělení spravující šest samostatných sbírek funguje pod tímto názvem od roku 1893. Součástí oddělení je mineralogická sbírka, která představuje nejstarší sbírku Národního muzea. Na jejím budování a spravování se podílely tak významné osobnosti jako Franz Xaver Maxmilian Zippe nebo profesor Karel Vrba.
- Mineralogická sbírka Národního muzea zahrnuje asi 1800 druhů minerálů a je tradičně řazena mezi deset nejvýznamnějších světových sbírek minerálů.
- Petrologická sbírka čítá 25 tisíc ukázek hornin převážně z českých, ale i zahraničních lokalit dokumentujících horninové složení zemské kůry.
- Geologická sbírka obsahuje více než 3700 ukázek hornin, na nichž lze demonstrovat rozmanité geologické pochody.
- Sbírka broušených drahých kamenů zahrnuje 4850 inventárních položek broušených drahokamů z celého světa.
- Ve sbírce meteoritů je celkem 500 ukázek českých i světových meteoritů rozmanitých typů.
- Sbírka tektitů zahrnuje 23 tisíc ukázek převážně českých a moravských vltavínů, ale i zahraničních tektitů.

Kromě spravování a doplňování sbírek se pracovníci mineralogicko-petrologického oddělení věnují badatelské, vědecko-výzkumné a publikační činnosti. Muzejní mineralogové jsou autory či spoluautory popisů 25 nových minerálních druhů. Publikují rovněž popularizační články a knihy, které jsou doplňovány fotografiemi předmětů ze sbírek spravovaných mineralogicko-petrologickým oddělením. Pracovníci oddělení poskytují konzultace veřejnosti, úzce spolupracují s mineralogickou sekcí Společnosti Národního muzea a podílejí se na přípravě výstav přírodovědeckého, ale i historického zaměření.

### Paleontologické oddělení
Paleontologické oddělení bylo vyčleněno v roce 1864, dlouhá léta ale fungovalo ve svazku se zoologickým oddělením a dále jako oddělení Geologicko-paleontologické. Novodobá historie Paleontologického oddělení začíná rokem 1964.
Sbírky oddělení čítají okolo 5 miliónů exemplářů, především z území České republiky, součástí jsou však i významné zahraniční kolekce. Sbírkové fondy jsou soustavně doplňovány jak sběrem pracovníků oddělení, tak dary a nákupy od institucí, vědeckých pracovníků i soukromých sběratelů. Mezi nejvýznamnější sbírky Paleontologického oddělení patří mimo jiné paleobotanická sbírka hraběte Kašpara M. Šternberka, sbírka prvohorních bezobratlých Joachima Barranda nebo sbírka fosilních živočichů českého permokarbonu od Antonína Friče. Vědecky nejhodnotnější část sbírek tvoří rozsáhlá kolekce typového materiálu čítající přes 2 500 kusů.
Kromě zkamenělin uchovává oddělení také množství terénní a sbírkové dokumentace, doklady k paleontologickým dílům i osobní vybavení předních osobností české paleontologie a rozsáhlou sbírku vědeckých ilustrací a obrazových rekonstrukcí.
Pracovníci Paleontologického oddělení se zabývají studiem taxonomie, morfologie, ontogeneze a fylogeneze živočišných a rostlinných skupin v celém průběhu jejich geologické historie (od prvohor po čtvrtohory) a rekonstrukcí prostředí v jednotlivých geologických obdobích. K pracovní náplni, kromě vlastní správy sbírek, patří i terénní výzkumy v ČR a zahraničí, rozvoj metod pro ochranu sbírkových fondů či digitalizace sbírkových fondů a popularizace přírodních věd.

### Mykologické oddělení
Mykologické oddělení, které existuje samostatně od roku 1965 je zaměřeno na budování sbírek, vědecké studium, popularizaci a zvýšení povědomí o houbách a lišejnících. Ve sbírce oddělení se nachází okolo 600 tisíc herbářových položek, tekutinových preparátů a modelů hub. Typová sbírka čítá asi 7 tisíc položek a stále se doplňuje.
Jedním z nejcennějších a nejvzácnějších fondů Mykologického oddělení je typový materiál popsaný Augustem C. J. Cordou. Na začátku dvacátého století obohatil sbírky Národního muzea také profesor Univerzity Karlovy Josef Velenovský. Sbírky se rozšiřovaly vlastními sběry pracovníků oddělení, výměnou položek se zahraničními odborníky a díky duplikátům zasílaným Albertu Pilátovi a Mirkovi Svrčkovi mykology z celého světa.
Do lichenologického herbáře byly nakoupeny celé sbírky slavných českých lichenologů (Jindřicha Suzy, Miroslava Servíta a Václava Kuťáka) a také jeden válečný konfiskát v podobě části sbírky Oscara Klementa.
Přírodovědecké muzeum vlastní vzácnou sbírku originálních ilustrací hub od několika významných autorů. Jde o mistrovské akvarely Otto Ušáka, kvaše Bohuslava Dvořáka nebo akvarely a kresby od Rudolfa Veselého.
V současné době se pracovníci zabývají hlavně taxonomií, floristikou a ekologií vybraných skupin hub a výzkumem taxonomie, ekologie a floristiky lišejníků. Dále pracovníci slučují herbáře jednotlivých podsbírek, zařazují nové přírůstky a především digitalizují samotné sbírky.

### Botanické oddělení
Základem botanických sbírek se stal rozsáhlý evropský herbář a cenná přírodovědecká knihovna hraběte Kašpara M. Sternberga, jednoho ze zakladatelů muzea. Sbírky Botanického oddělení čítají na 2 milióny herbářových položek, tekutinových preparátů a vzorků dřev a suchých plodů z celého světa.
Systematicky jsou ve sbírkách zastoupeny kvetoucí rostliny, kapraďorosty, mechy a řasy, geograficky je nejvíce zastoupena střední Evropa, Balkánský poloostrov, ale i střední Asie, Mongolsko a Sibiř.
Mezi nejvýznamnější kolekce patří herbářová kolekce Tadeáše Haenkeho z pacifického pobřeží obou Amerik, Mariánských ostrovů a Luzonu, australská kolekce Karla Domina, kolekce z Íránu a Iráku Jiřího Sojáka a Emila Hadače a Waldsteinův herbář z území historických Uher.
Herbář Botanického oddělení obsahuje světově nejvýznamnější kolekci rodu mochna (Potentilla).
Celá kolekce obsahuje velké množství typového materiálu nejrůznějšího charakteru. Těchto typů se zde nachází odhadem 30 000. Botanické oddělení taktéž spravuje nejvýznamnější českou a jednu z nejvýznamnějších středoevropských kolekcí botanické literatury 17. až 19. století.
Pracovníci oddělení se zabývají především taxonomií a ekologií středoevropských cévnatých rostlin, evolucí, fylogenezí a taxonomií tropických jednoděložných, především z čeledi zázvorníkovité (Zingiberaceae) a digitalizací a on-line zpřístupněním cenných fondů uchovávaných ve sbírkách oddělení.

### Entomologické oddělení
Entomologické oddělení bylo vyčleněno ze Zoologického oddělení roku 1953. Sbírky oddělení zahrnující více než 7 milionů exemplářů z celého světa a jsou členěny do sedmi referátů podle zoologického systému: rovnokřídlí (orthopteroidní řády), polokřídlí (Hemiptera) blanokřídlí (Hymenoptera), brouci (Coleoptera), motýli (Lepidoptera), dvoukřídlí (Diptera) a tzv. „referát malých řádů“ sdružující zbývající méně početné skupiny.
Díky tradičnímu zájmu sběratelů převažují ve sbírkách především brouci a motýli, ale v posledních desetiletích je věnována zvýšená pozornost i rozšiřování sbírek ostatních řádů hmyzu. Ve sbírkách jsou uchovávány entomologické sběry některých známých českých cestovatelů, např. sbírka Jana Viléma Helfera z Barmy nebo Emila Holuba z Jižní Afriky, materiály z přírodovědeckých expedic do Íránu, sbírky bývalých i současných pracovníků oddělení, a také desítky specializovaných sbírek českých amatérských i profesionálních entomologů. Mezi nejatraktivnější patří sbírka krascovitých brouků zakladatele Entomologického oddělení, profesora Jana Obenbergera.
Výzkumná činnost Entomologického oddělení je zaměřena především na obory, které se neobejdou bez rozsáhlých sbírek, tedy na systematiku, srovnávací morfologii a zoogeografii různých skupin hmyzu.

### Zoologické oddělení
Ačkoliv byly první zoologické exponáty do sbírek muzea věnovány již v roce 1818, bylo Zoologické oddělení vyčleněno až roku 1864 ve spojení s oddělením paleontologickým. Samostatně funguje oddělení od roku 1895. Zoologická sbírka je rozdělena na pět referátů, které spravují specializované sbírky savců (mammalologická a osteologická sbírka), ptáků (ornitologická sbírka), obojživelníků a plazů (herpetologická sbírka), rybovitých obratlovců (ichtyologická sbírka) a veškerých bezobratlých, vyjma hmyzu (sbírka evertebrátní).
Sbírky Zoologického oddělení zahrnují přes 1,1 milionů položek pocházejících z celého světa. Každoroční přírůstky přesahují 10 tisíc exemplářů. Součástí sbírek je také mnoho set typových exemplářů z České republiky a zahraničí. Pracovníci oddělení se v současné době zabývají především systematikou, evolucí, ekologií a biogeografií ryb, obojživelníků, plazů, ptáků, savců a pavouků. Dále studují molekulární fylogenezi ryb, plazů a netopýrů. Neodmyslitelnou součástí práce oddělení je také ochrana biodiverzity.

### Antropologické oddělení
Antropologické oddělení, které vzniklo v roce 1967, se věnuje studiu lidských populací. Sbírky Antropologického oddělení čítají zhruba 30 tisíc sbírkových předmětů především z České republiky. Lze je dělit do čtyř základních celků.
Jde o doklady fylogenetického vývoje primátů a člověka (např. travertinový výlitek mozkovny neandertálského člověka z lokality „Hrádok“ v Gánovcích u Popradu), sbírku patologických změn a odchylek na kostrách a měkkých tkáních lidského těla z 19. – 20. století (cca 6 000 preparátů, které byly do Národního muzea převedeny z II. patologicko-anatomické kliniky 1. lékařské fakulty UK), sbírku odlitků posmrtných masek, lebek a rukou význačných osobností (např. T. G. Masaryk, Edward Beneš, Vítězslav Nezval, Bohuslav Martinů, J. E. Purkyně, Jaroslav Heyrovský) a obličejové odlitky různých etnických ras.
Nejrozsáhlejší antropologickou podsbírku představují kosterní pozůstatky populací datované od mladší doby kamenné po novověk. Od svého založení oddělení shromáždilo zhruba 23 tisíc kosterních nálezů nebo žárových hrobů, které získalo převážně z archeologických výzkumů na území bývalé ČSSR, později České republiky. Výzkumná činnost oddělení je zaměřena především na biologickou variabilitu populací od neolitu po současnost, studium zdravotního stavu našich předků s ohledem na historii medicíny, průzkum pozůstatků významných osobností a studium lidské fylogeneze především raných forem anatomicky moderního člověka žijících ve svrchní fázi starší doby kamenné.

### Kroužkovací stanice
Kroužkovací stanice sídlí v arboretu Národního muzea v městské části Praha 10 – Hostivaři. K přírodovědeckému muzeu byla přidružena roku 1964, jako samostatné oddělení funguje od roku 1991.
Hlavním úkolem stanice je kroužkování volně žijících ptačích druhů na území České republiky za účelem sledování jejich migrace. Vlastní kroužkování v terénu provádí kolem 450 školených dobrovolníků, kteří ročně označí více než 200 tisíc jedinců (přes 200 ptačích druhů). Získaná data jsou shromažďována v počítačové databázi, která v současnosti obsahuje více než 3 miliony záznamů okroužkovaných ptáků.
Jednou ročně jsou vybraná data zasílána do centrální evropské databanky EURING databank ve Velké Británii a využívána k dalšímu vědeckému zhodnocení. Výsledkem zpracování všech kroužkovacích dat získaných od počátku kroužkování je Atlas migrace ptáků České republiky a Slovenska, publikovaný v roce 2008.
Kromě správy kroužkovacích dat se pracovníci Kroužkovací stanice zabývají i dalšími vědeckými projekty, jako je sledování populačních trendů a migrace vybraných druhů ptáků za použití geolokátorů.

## Věda a výzkum
Přírodovědecké muzeum se se svými vědeckými výstupy řadí mezi významné výzkumné instituce v ČR. Jeho pracovníci se podílejí na řešení projektů Grantové Agentury ČR, projektů Ministerstva kultury ČR (NAKI) a dalších.
V rámci mezinárodní i tuzemské spolupráce a výměny zkušeností spolupracuje muzeum jak se zahraničními institucemi (především z Austrálie, Německa, Slovenska, USA a Francie), tak s jednotlivými badateli, kteří hojně navštěvují a studují přírodovědné sbírky. Pracovníci muzea organizují nebo se účastní množství zahraničních expedic i mimo území ČR (např. do Maroka, Peru, Laosu, jižní Arábie, nebo na Papuu).
Areál v Horních Počernicích je moderní, výzkumné a sbírkotvorné pracoviště disponující specializovaným pracovním vybavením, díky kterému mohou zaměstnanci muzea kromě jiného studovat detailní morfologii vzorků, texturu a strukturu krystalických materiálů nebo relativní průměrnou atomovou hmotnost vzorku. Jsou schopni získat informace o koncentracích jednotlivých prvků přítomných ve vzorku, detekovat rentgenového záření, přesně určit kvantitativní chemického složení vzorku nebo identifikovat látky pomocí měření a srovnávání jejich spekter nebo pozorovat povrch trojrozměrných objektů ve velkém detailu (až 20 000 x).
Přírodovědecké muzeum je jednou ze tří českých institucí (společně s Přírodovědeckou fakultou Univerzity Karlovy a Botanickým ústavem AV ČR), které jsou zapojeny do mezinárodního konsorcia zabývajícího se taxonomií – CETAF.
Muzeum je také zapojeno do projektu SYNTHESYS, který zajišťuje infrastrukturu mezi evropskými výzkumnými institucemi. Projekt sdružuje 20 evropských muzeí, univerzit, botanických zahrad a dalších institucí, které díky finanční podpoře Evropské unie mohou navštěvovat přírodovědci z celého světa.
Mezi dalšími zahraniční projekty, do kterých bylo Přírodovědecké muzeum zapojeno, patří např. Evropský migrační atlas, Volkswagen Stiftung, nebo Europeana Creative.

### Občanská věda
Přírodovědecké muzeum již tradičně organizuje projekty občanské vědy, ve kterých se široká veřejnost účastní větší či menší měrou procesu vědeckého bádání. Zapojením většího množství proškolených dobrovolníků získávají přírodovědci množství důležitých dat, účastníci si osvojují dovednosti o procesu vědeckého bádání. Jedním z těchto projektů je např. kroužkování ptactva, kterého se proškolení dobrovolníci účastní od roku 1914.
V roce 2018 se Přírodovědecké muzeum poprvé zapojilo do mezinárodního projektu City Nature Challenge, jehož cílem je propojení široké veřejnosti a přírodovědecké komunity ve společné aktivitě pozorování městské přírody. Pomocí aplikace iNaturalist fotí zájemci přírodu ve svém okolí, čímž získávají cenná data pro profesionální přírodovědce.

## Ředitelé Přírodovědeckého muzea
Funkční období:
- 1. 8. 1964 – 31. 12. 1964: Doc. RNDr. Otakar Štěpánek
- 1. 1. 1965 – 28. 2. 1970: RNDr. Jiří Kouřimský, CSc.
- 1. 3. 1970 – 30. 6. 1971: RNDr. Vlastislav Zázvorka
- 1. 7. 1971 – 15. 9. 1972: RNDr. Jiří Kouřimský, CSc.
- 1. 10. 1972 – 14. 8. 1975: RNDr. Adolf Čejchan, CSc.
- 1. 9. 1975 – 31. 1. 1990: RNDr. Radvan Horný, CSc.
- 15. 3. 1990 – 31. 1. 1991: Doc. RNDr. Milan Stloukal, DrSc.
- 1. 3. 1991 – 30. 6. 2001: Ing. Jiří Čejka, DrSc.
- 1. 7. 2001 – 31. 1. 2014: RNDr. Jiří Litochleb
- 1. 2. 2014 – 30. 9. 2015: RNDr. Jiřina Dašková, Ph.D.
- 1. 10. 2015 – 30. 11. 2015: RNDr. Petr Velemínský, Ph.D.
- 1. 12. 2015 – 31.12.2022: RNDr. Ing. Ivo Macek
- 1.1. 2023 – 31.12.2023: pověřen vedením RNDr. Petr Velemínský, Ph.D.
- 1.1. 2024 – dosud: RNDr. Jiří Frank, Ph.D.

## Výstavní činnost
Sbírky Přírodovědeckého muzea jsou veřejnosti prezentovány hlavně formou expozic a výstav v Historické a Nové budově NM. Přírodovědecké muzeum pořádalo nebo spolupořádalo v poslední době tyto výstavní projekty:
- 2022 – současnost: Expedice Národního muzea[29]
- 2022: ZeMě – výstava, která návštěvníkům prakticky představuje, jak může k ochraně životního prostředí přispět každý z nás.
- 2021: výstava Muzeum od sklepa po půdu[30]
- 2021 – současnost: Okna do pravěku[31], expozice věnovaná život na našem území před mnoha milióny let.
- 2021 – současnost: Zázraky evoluce[32], expozice představuje návštěvníkům bohatství druhů, které vznikaly jako výsledek různých evolučních cest.
- 2019: Doba genová – výstava představující  vývoj výzkumu DNA a jeho praktické využití v praxi.
- 2017: Světlo a život – výstava věnovaná adaptacím organismů na (ne)dostatek světla.
- 2015–2018: Archa Noemova – expozice věnovaná biogeografii, rozmanitosti a ochraně fauny celého světa.[33]
- 2015–2016: Smrt – výstava představující smrt jako nedílnou součást života.[34]
- 2015: Jak se bude jmenovat – výstava věnovaná typům a názvosloví v přírodních vědách.[35]
- 2009–2010: Pojďte s námi do jeskyně  – výstava přibližující tajemný svět jeskyní a úsilí českých speleologů při jejich objevování.[36]
- 2009–2010: Příběh planety Země – expozice věnovaná vývoji Země a života na ní.[37]
- 2008: Dinosauři z Argentiny – výstava představující odlitky koster 12 druhů dinosaurů z různých argentinských nalezišť.[38]
- 2006: Pohlednice z našich karbonských pralesů – výstava seznamující návštěvníky s životem v období karbonu.[39]

## Periodika
Výsledky výzkumné činnosti jednotlivých oddělení jsou prezentovány na konferencích a především v odborné literatuře. Národní muzeum vydává tyto časopisy s přírodovědeckou tematikou:
- Acta Entomologica Musei Nationalis Pragae – impaktovaný časopis, vychází od roku 1923, publikuje entomologické práce.[40]
- Fossil Imprint (dříve Acta Musei Nationalis Pragae, Series B - Historia Naturalis) – recenzovaný časopis, vychází od roku 1938, publikuje články věnované paleontologii a příbuzným disciplínám.[41]
- Journal of the National Museum (Prague), Natural History Series – recenzovaný časopis, vychází od roku 1827, publikuje články ze všech oblastí přírodních věd.[42]
- Lynx, nová série – recenzovaný časopis, vychází od roku 1959, publikuje články věnované savcům.[43]